# Мотанка
Мо́танка (ля́лька-мо́танка) — зроблена з тканини вузликова лялька. Назва походить від укр. мотати. Вважається, що у давнину мотанки виконували функцію сакральних оберегів.

## Види ляльок
В основному ляльки призначалися для гри. Але були і такі, які використовували в обрядах, пов‘язаних з народними святами.

## Історія
На території України найдавніші прототипи іграшок виявлені на пізньопалеолітичній стоянці в с. Мезин (тепер Коропського району Чернігівської області). Це були виготовлені з мамонтового бивня фігурки пташок і вовка (собаки), що мали тотемне значення.
У Давній Греції діти, які досягали певного віку, жертвували свої іграшки богам. Напередодні свого весілля дівчата приносили іграшки до храму і брали участь у церемонії ініціації.
Стародавні іграшки виготовлялися переважно з матеріалів, що зустрічалися в природі, таких як камінь, дерево, трава. Однак є знахідки ляльок, зроблених з тканини.
Дослідник Марко Грушевський (1865–1938) зазначав, що в Україні ганчір'яні ляльки були популярні серед дівчат. Навіть після одруження молодиці везли із собою ляльки, які ховали у скринях.
Українськими ляльками етнографи зацікавилися наприкінці XIX — початку XX ст. Відома невелика колекція ляльок М. Грушевського, зібрана у 1900-х рр, в Суботові, Чигиринського повіту. Ляльки з Полтавщини (так звані решетилівські) були зібрані на початку XX ст. засновником музею іграшки в Сергієвім Посаді Миколою Бартрамом (1873–1931)

## Іконографія ляльок

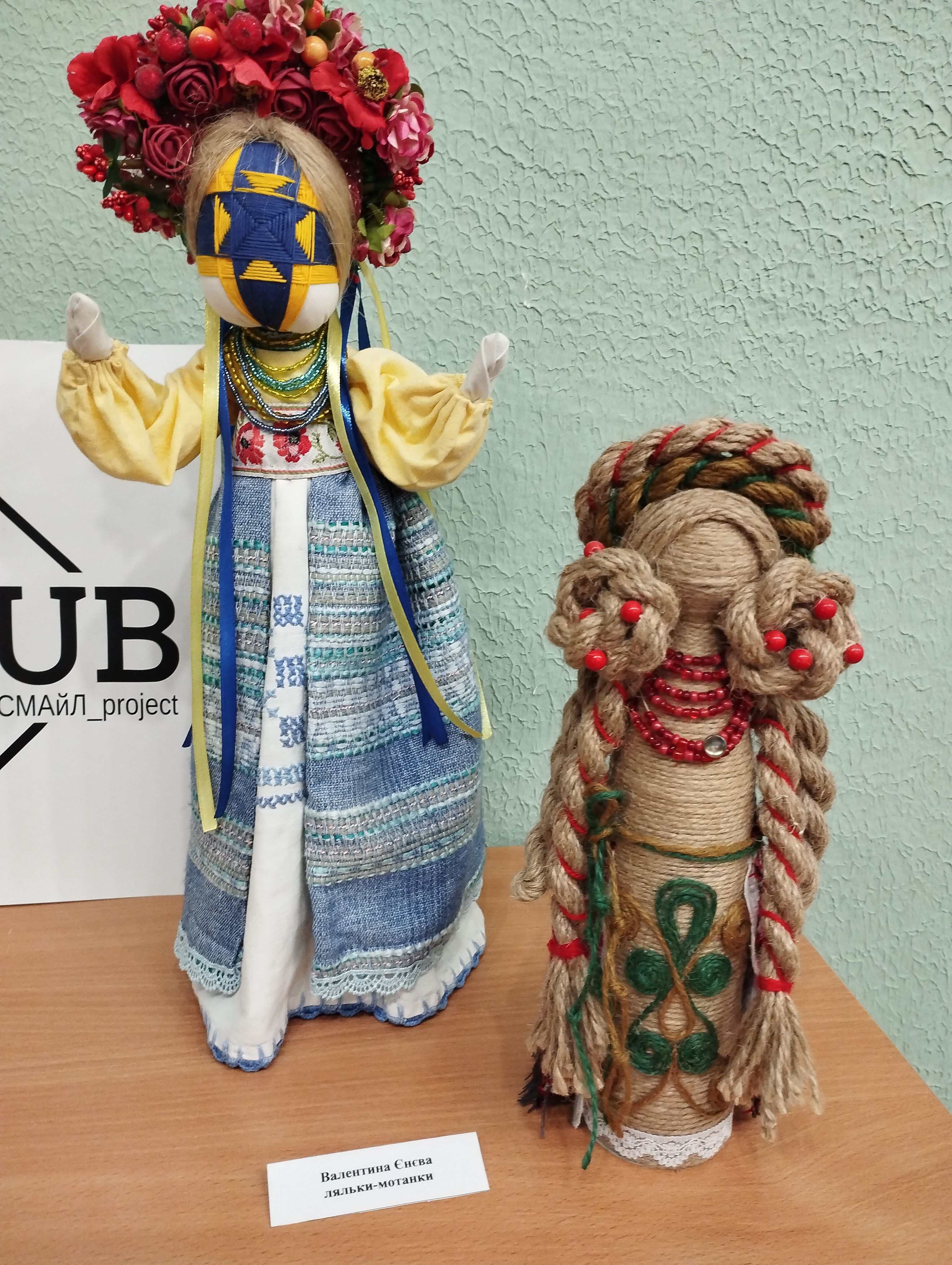
Ляльки, наповнені зерном.

Мотанки або «кукли» — вузлові ляльки. Процес виготовлення називався «крутити куклу». Ляльки майстрували з домотканого полотна, пофарбованого соком буряка, бузини, пасльону тощо. Хустку, яку наповнювали ганчір'ям, мотком ниток, крупою, травою, зав'язували так, щоб виходила кругла або циліндрична голова. У вигляді мотанки робилась також кукла, загорнутий у тонке полотно розжований хліб, яку давали замість соски немовлятам.
Мотанки не мають рук, ніг і тулуба. Виразною є лише голова. Обличчя «пусте» або з хрестом, вишитим різнокольоровими нитками так, що утворювався посередині квадрат.
Такий тип ляльок найбільше поширений у Наддніпрянщині. Етнографи зафіксували їх на початку XX ст. у с. Липове Кременчуцького повіту Полтавської губернії, згодом на Київщині, Полтавщині, Черкащині уздовж обох берегів Дніпра, на річках Тясмин, Рось, Золотоношка, Сула, Супій.
Ляльки з хрестами робились також у Бєлгородській, Курській областях; Хакасії, Чувашії (Росія), гірських районах Киргизстану, Таджикистану, Узбекистану, на Північному Кавказі у аварців, адигейців, грузинів з Тушетії, кабардинців і чеченців. Таким чином, можна припустити, що мотанки з хрестом до України і Росії прийшли з Азії.
Різновид мотанки показано у фільмі «Знедолені» (2012), у сцені «Козетта і лялька» (00:45:44-00:46:20).

## Магічні обряди

Автентичні мотанки. Матусів Черкаської області, XX століття

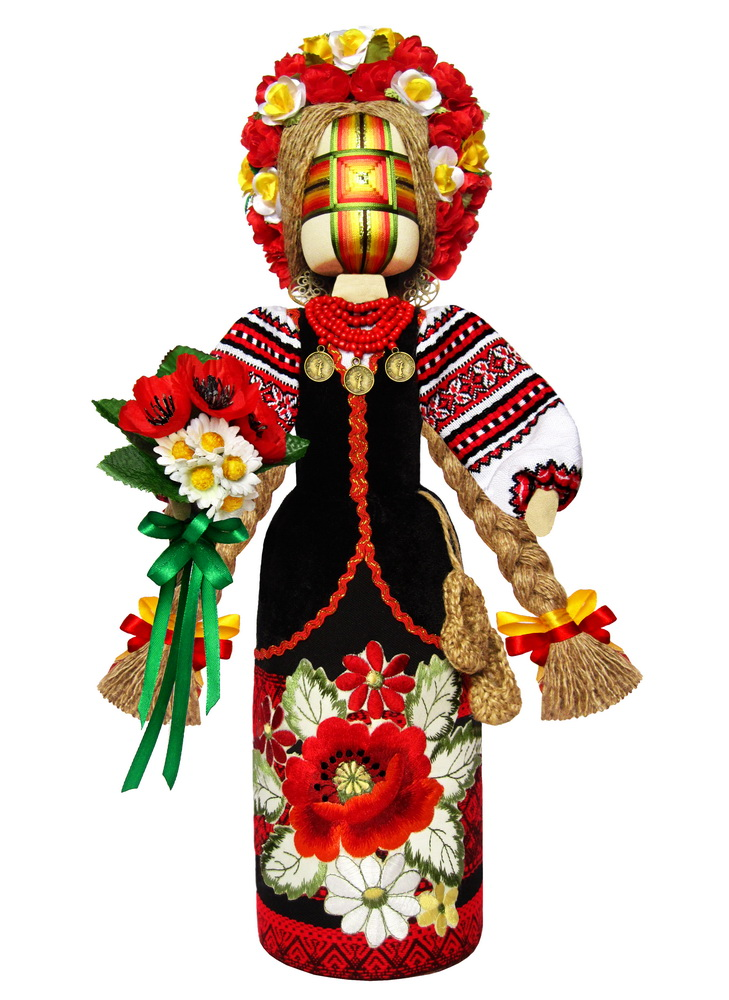
Т. Білокрилець. Авторська лялька

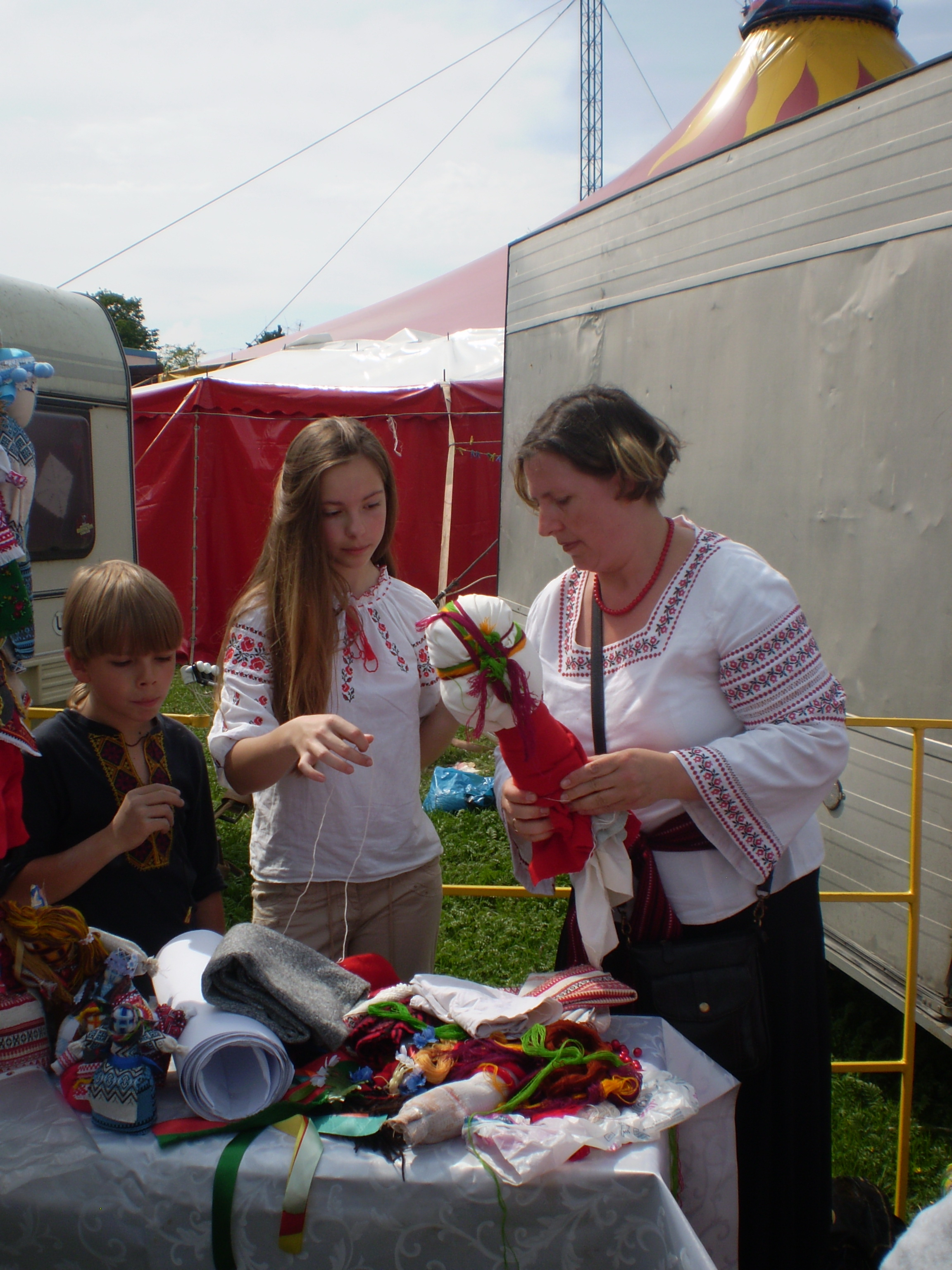
Вишиванка-фест, Дрогобич 2012. Майстер-клас із виготовлення ляльки-мотанки з полотна.

Мотанки з Коломиї. Сувеніри для туристів.

На думку дослідників, мотанки — не ігрові ляльки. Вони були пов'язані з обрядом плодючості й продовження роду.
Кукла-мотанка, ймовірно, використовувалась в аграрному культі. О. Найден звертає увагу, що «куклою» у народі називали жмуток колосся, який залишали на краю поля, закручували по ходу сонця і прикрашали яскравими стрічками. Використовувалась у ритуалах, присвячених майбутньому врожаю.
Очевидний зв'язок мотанки з весільним обрядом. Етнографи фіксували, що неодружені дівчата, майструючи ляльки, співали зазвичай весільні пісні. До початку XXI ст. в Україні існував звичай прикрашання лялькою капоту першої машини весільного кортежу.
В Україні ляльки чоловічої статі не робилися. А в Росії, наприклад, їх просто заміняли паличкою.
Використання ляльок у вигляді цурпалки відоме у різних ритуалах багатьох народів. У деяких слов'янських народів на весіллі молодятам дарували замотані у ганчір'я колодки, що були символом плодючості.
В Україні жінки справляли «колодку» під час святкування Масляної. За свідченнями Олекси Воропая, одружені жінки у цей період відзначали народження, хрестини, а потім оплакували смерть колодки і протягом тижня відповідно вповивали, хрестили і спалювали її.
Відгомін магічних ритуалів зустрічається у колискових піснях, зокрема, у колисанці, записаній наприкінці XIX ст. у селищі Білокуракине (тепер Луганської області):
 Одна була хустина
 Та й ту вкрала дівчина,
 На кукли подрала,
 Кукол наробила,
 Кота оженила,
 Дівчат подражнила.
 В печі затопили
 Кукли попалили.
Дослідники пов'язують ганчір'яні ляльки з культом предків. За народними віруваннями, всередині ляльки приховується ідол, дух пращура.
На Вороніжчині ляльку наповнювали попелом. Такі ляльки дарувалися молодятам на весілля. У Мордовії, де також виготовляють зольні ляльки, попіл ерзянською мовою звучить як «кулов», померти — «куломс», покійник — «улов», що вказує на часи, коли спалювали померлих. Отже лялька, у якій містилася частина попелу, виступала посередником між двома світами.
Ляльки з хрестами на обличчі знайдені у похованнях на Північному Кавказі. Можна припустити, що лялька мала супроводжувати померлого у потойбічний світ.
Окрім того, здавна хрест символізував сонце.
Сенс символіки безликих ляльок забутий. Радше за все, це відгомін забобонів про пристріт, поганий вплив лихого погляду. Очі могли стати порталом у потойбіччя, а тому на їх зображення накладалося табу. У таджиків й узбеків робити ляльки з обличчям вважалось гріхом, оскільки після воскресіння з мертвих лялькам доведеться віддати частку своєї душі. Ляльки не мали також імен, бо це, за народними уявленнями, могло потривожити душу померлого.
Протягом XX ст. мотанка поступово втратила свої магічні функції.
Зокрема, за свідченнями жінок села Матусів Шполянського району Черкаської області, після Другої світової війни мотанки робились виключно для ігор. А їх обличчя діти промальовували, щоб вони були схожі на фабричні ляльки.

## Сучасні народні ляльки
На сучасному етапі народні майстрині за матеріалами, зібраними українськими дослідниками народної ляльки, відтворюють зразки старих ляльок, створюють авторські ляльки, використовуючи образи народних. Якщо ляльки, які робилися жінками в українських селах, були простими, з залишків тканин, зношеного одягу, то сучасні майстрині мають великий вибір якісних мтеріалів, часто використовують в декорі традиційну вишивку. Наприклад, поширеним символом на вишитому ляльчиному одязі є дерево життя.
Велике значення у популяризації цього виду народної творчості мають майстер-класи для дітей, де майстрині-лялькарки вчать робити найпростіші ляльки. Так, у лютому 2022 року на базі Чернігівської обласної бібліотеки було створено «Школу мотанки», де Олександра Дідович навчає майстерності створення ляльок-мотанок не тільки дітей, але й дорослих. Це дає змогу викликати інтерес широкого загалу до народних традицій.
Звісно сучасні ляльки відрізняються від простих селянських ляльок. Але є майстри-реконструктори, які, відтворюючи українську традиційну ляльку, дають можливість традиції жити.

## У сучасній культурі
Слово «мотанка» обрали в якості назви музиканти альтернативного фольк-метал гурту з Луцька MOTANKA.

## Галерея

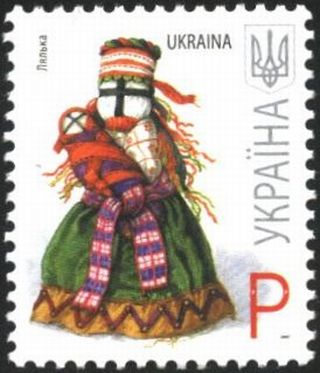
Поштова марка "Лялька, Р", Пошта України, 2007 рік
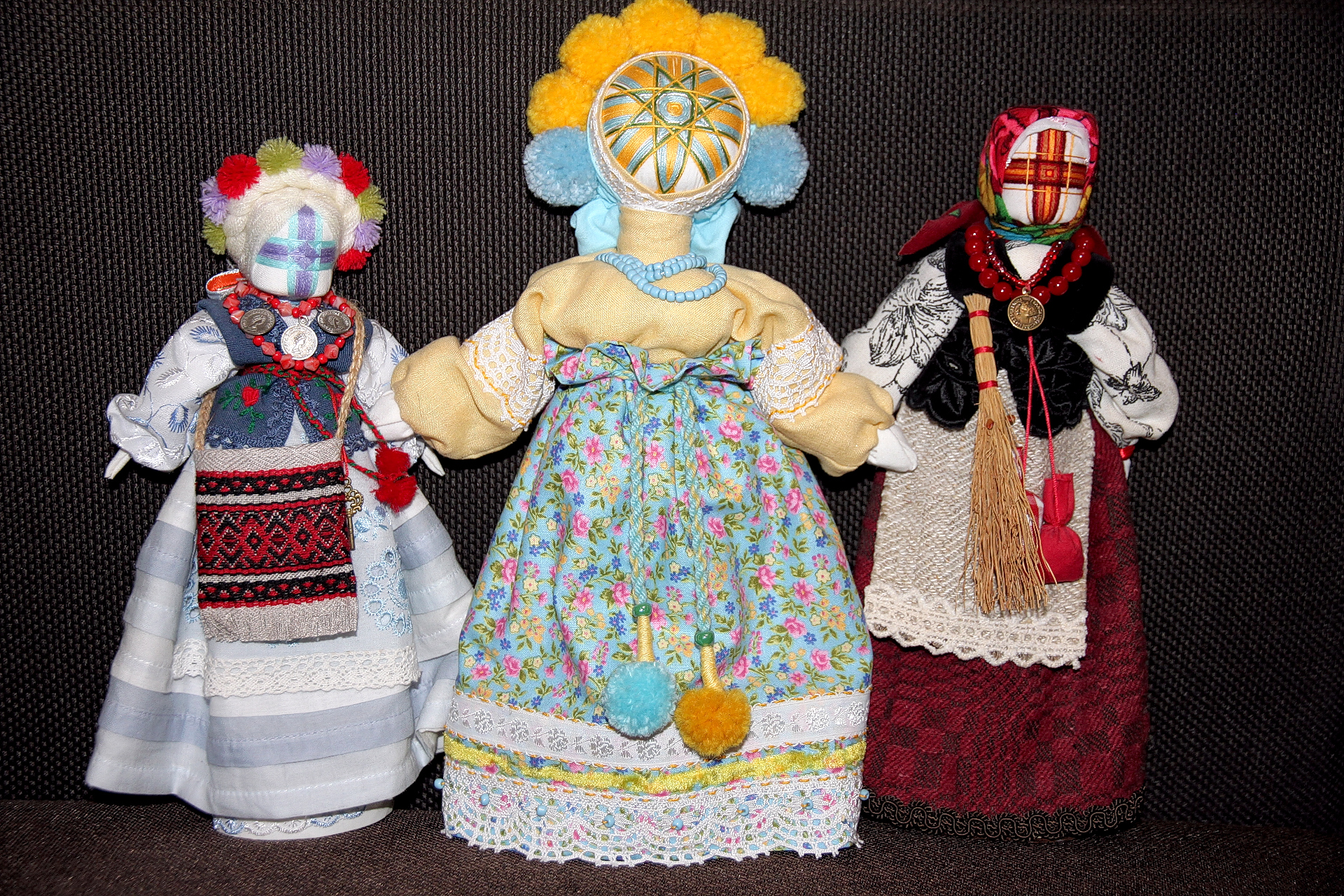
Три сучасні мотанки, виготовлені Інною Івінською та Галиною Окіпняк за старовинними традиціями
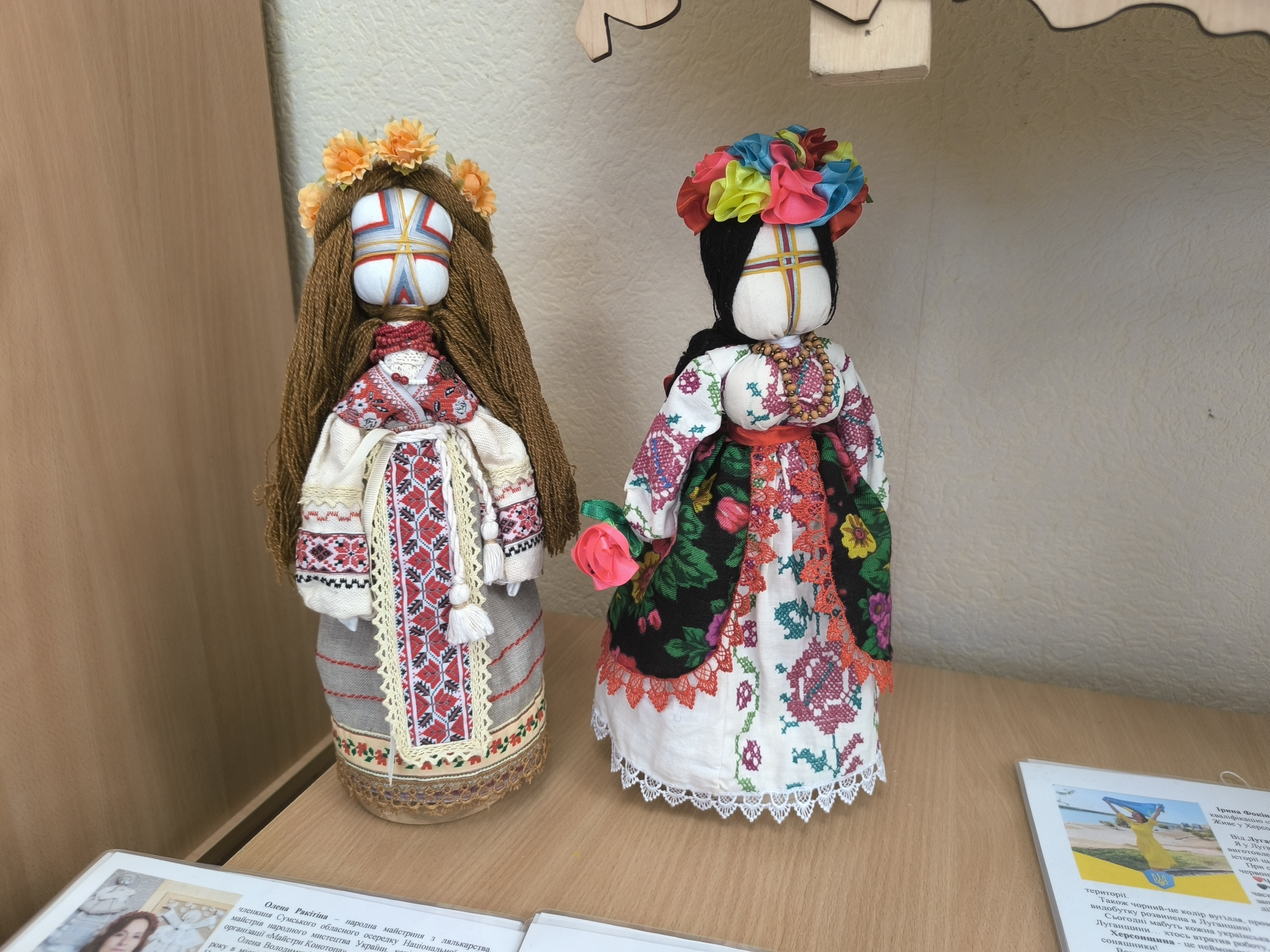
Мотанки проєкту "Оберіг"
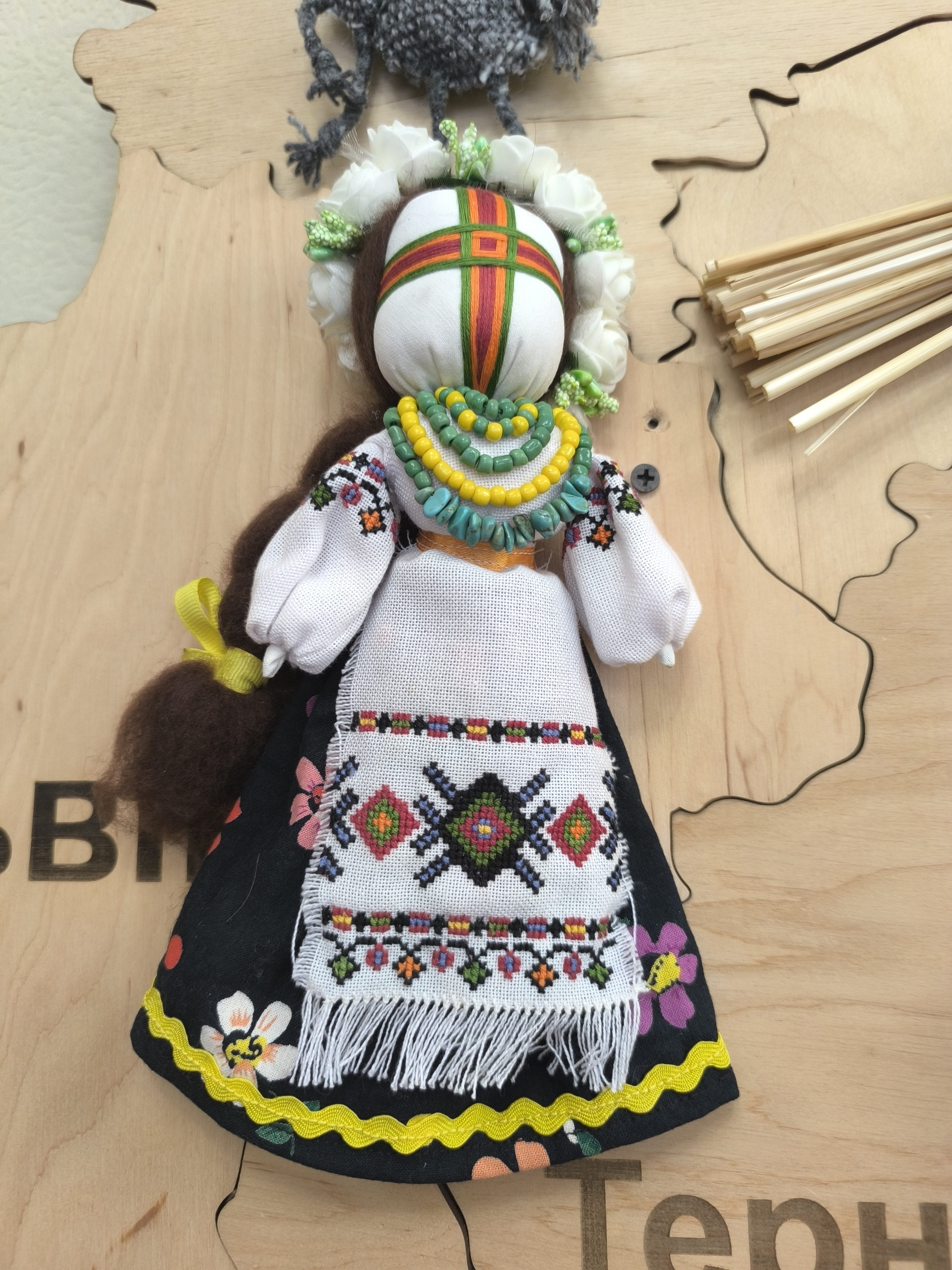
Мотанка Львівщини
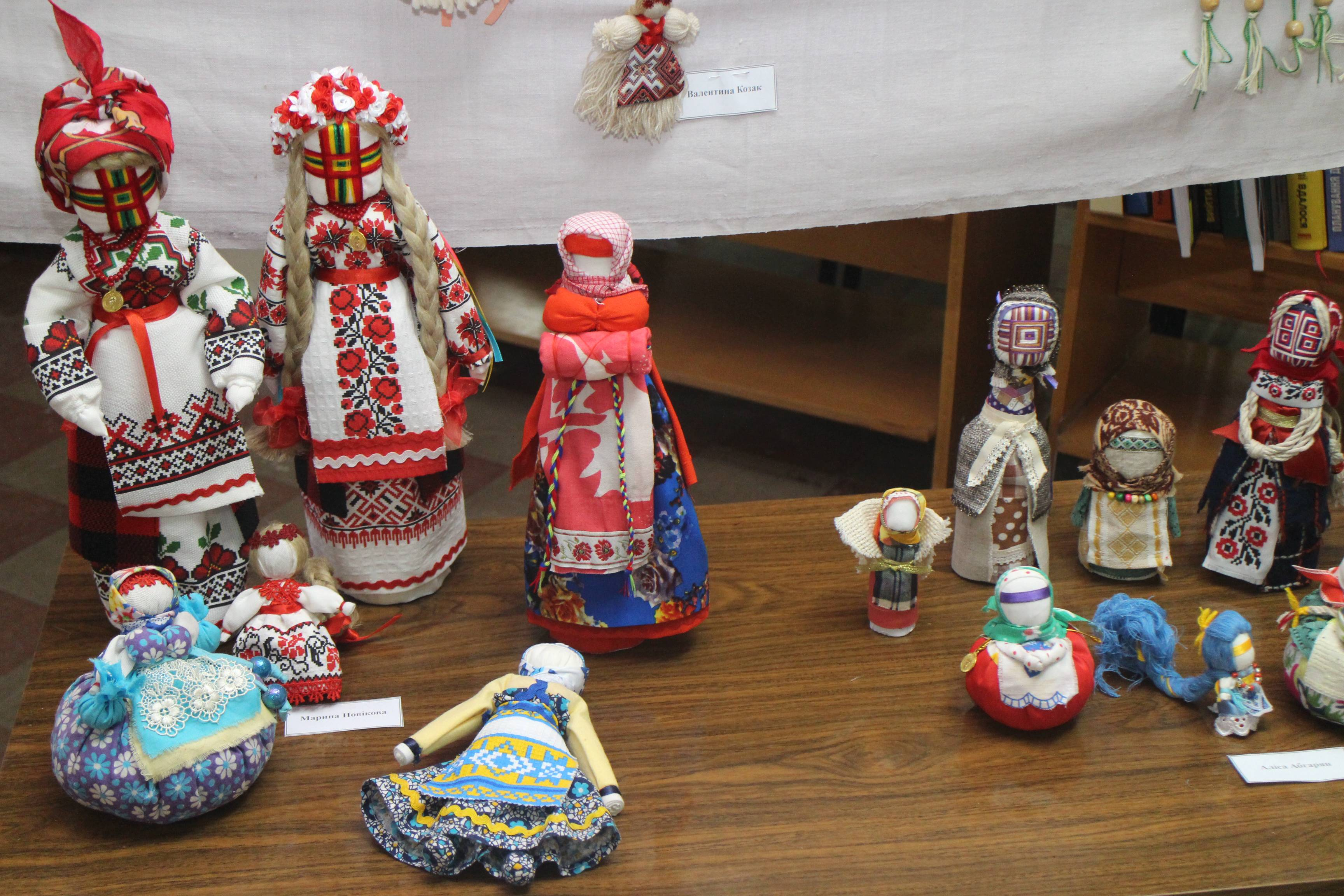